# 西斯普拉廷战争

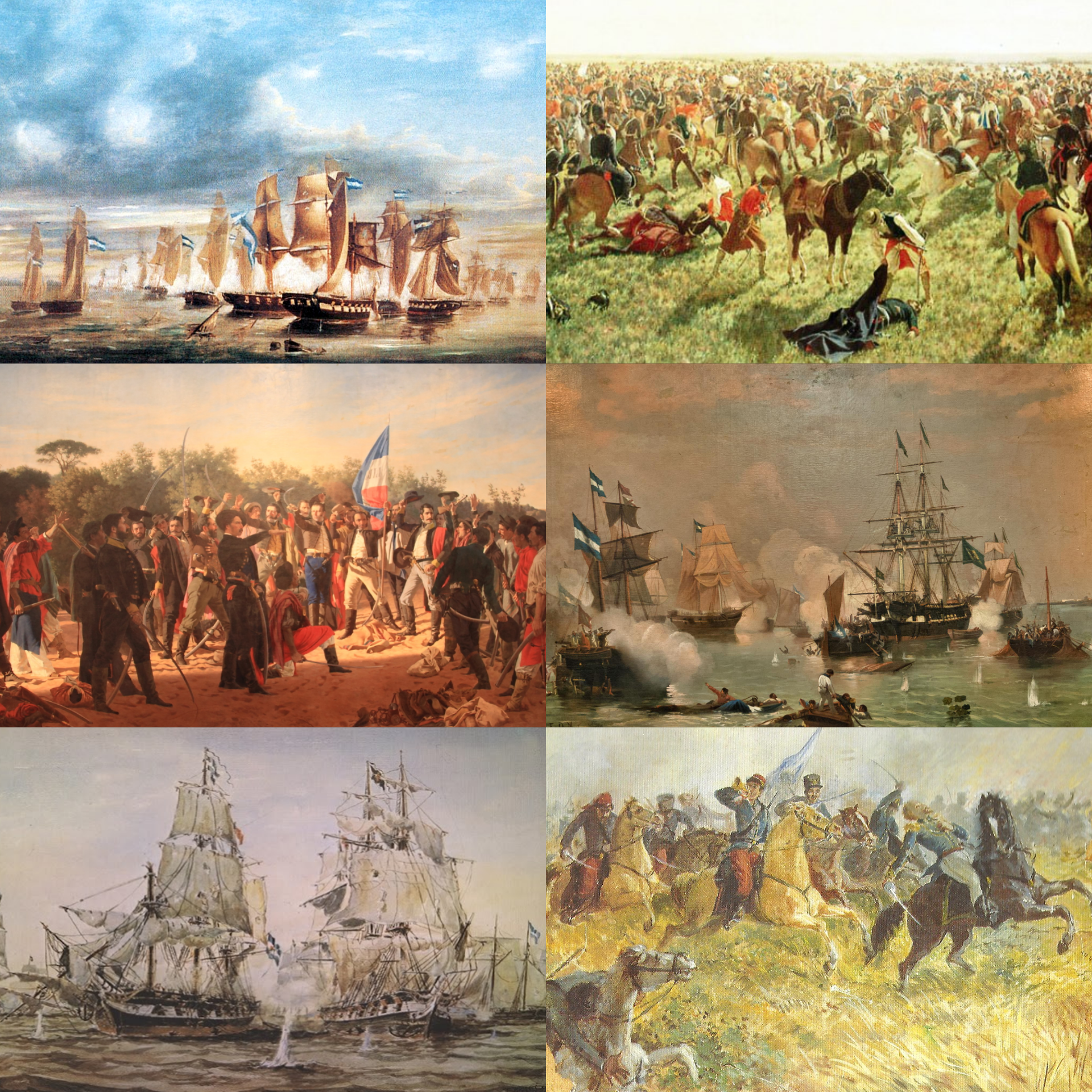
西斯普拉廷战争

西斯普拉廷战争（葡萄牙語： Guerra Cisplatina） 是1820年代，拉普拉塔联合省和巴西帝國之间為爭奪西斯普拉廷而发生的武装冲突。最終西斯普拉廷独立，乌拉圭成立。